# إميل ياكوب شيندلر
إميل ياكوب شيندلر (بالألمانية: Emil Jakob Schindler) هو رسام نمساوي، ولد في 27 أبريل 1842 في فيينا في النمسا، وتوفي في 9 أغسطس 1892 في Westerland, Germany ‏ في ألمانيا.

## معرض صور

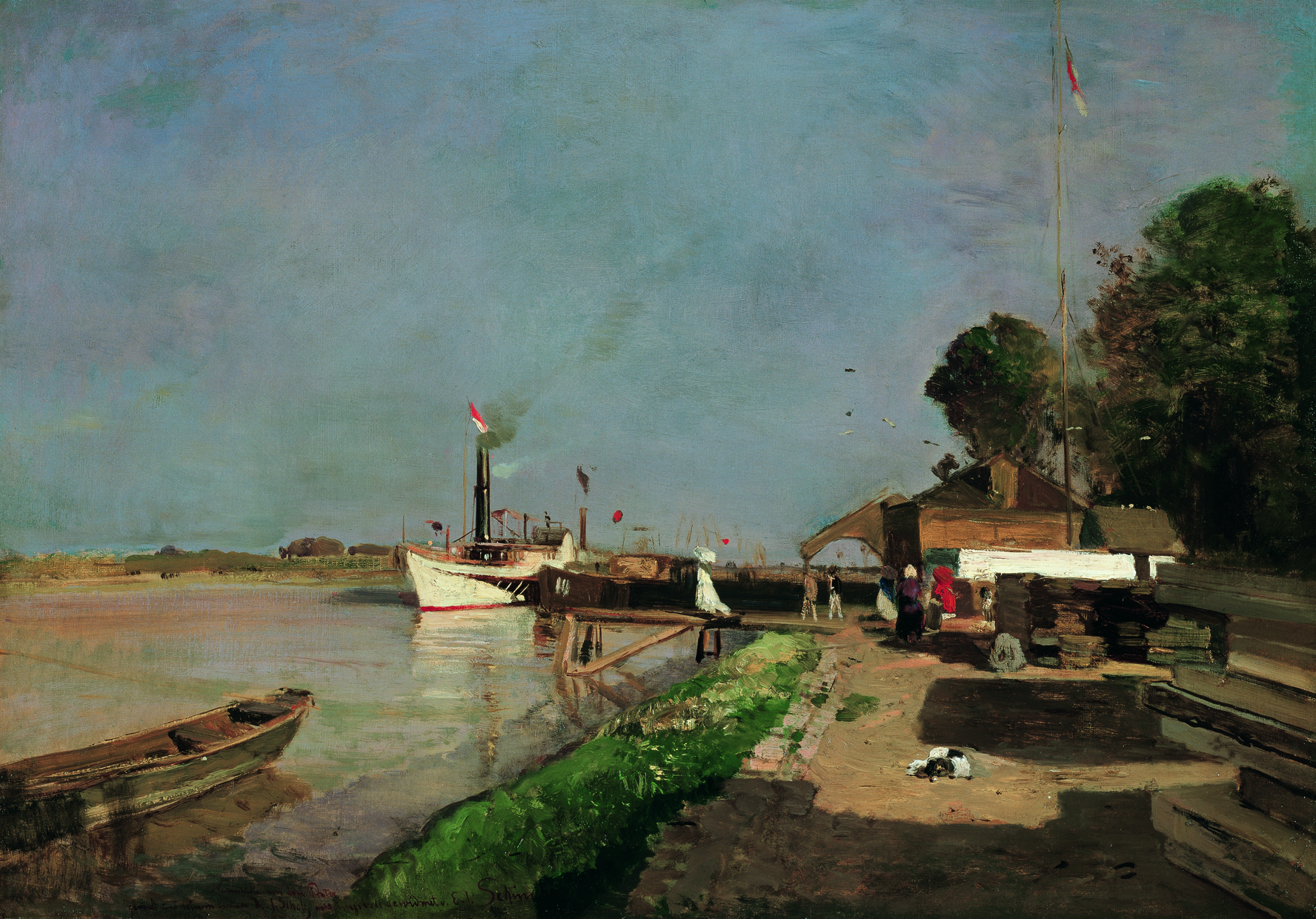
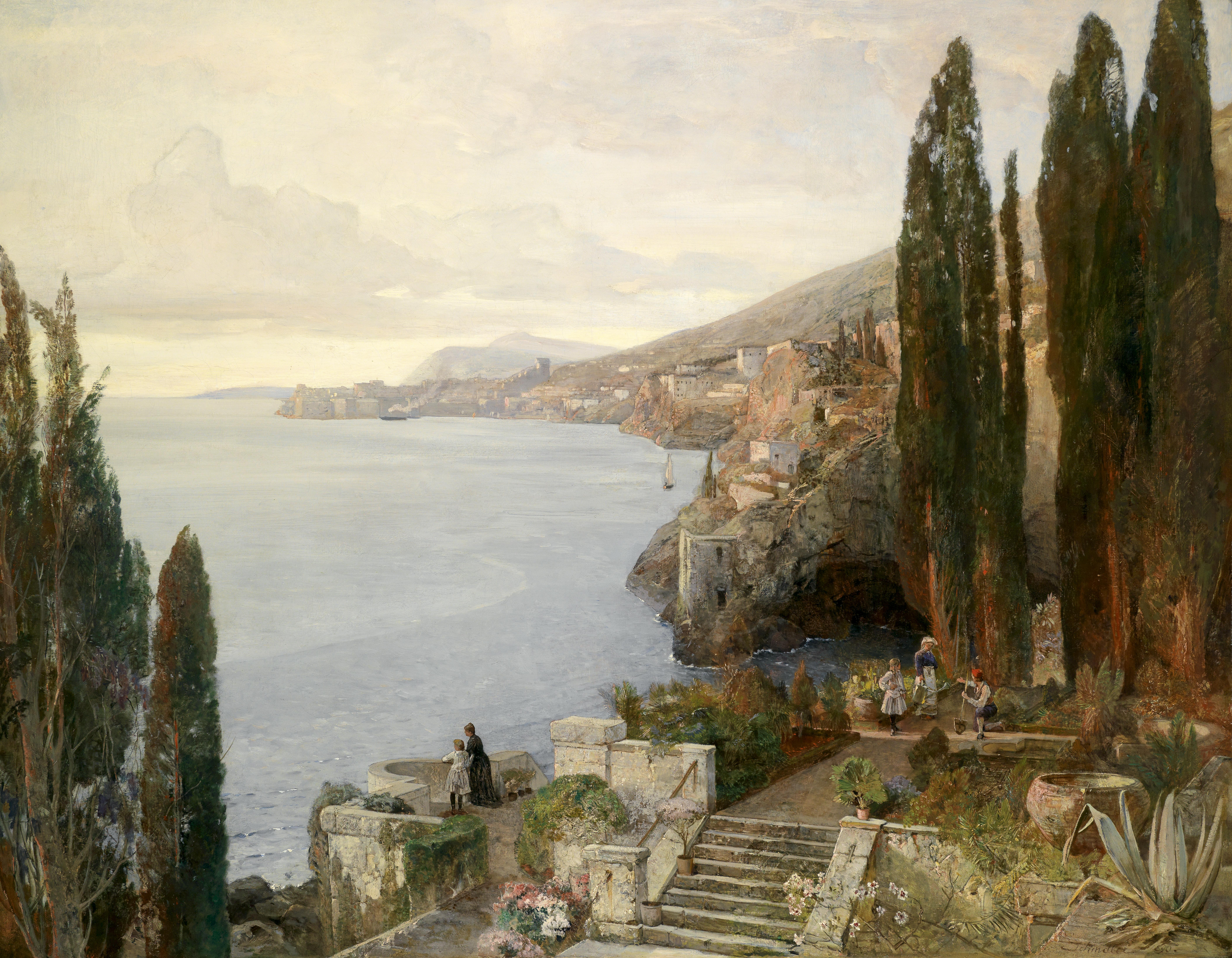
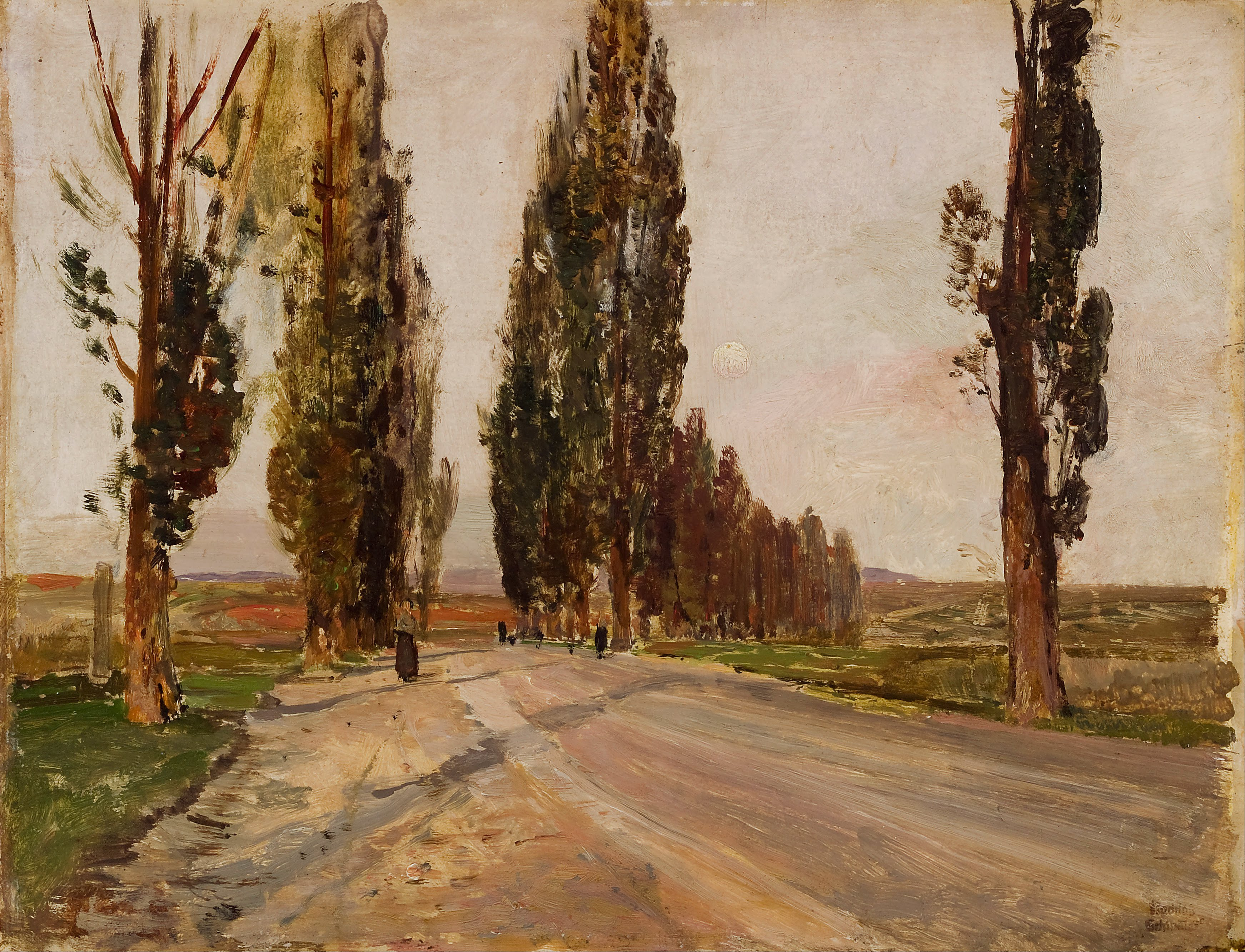
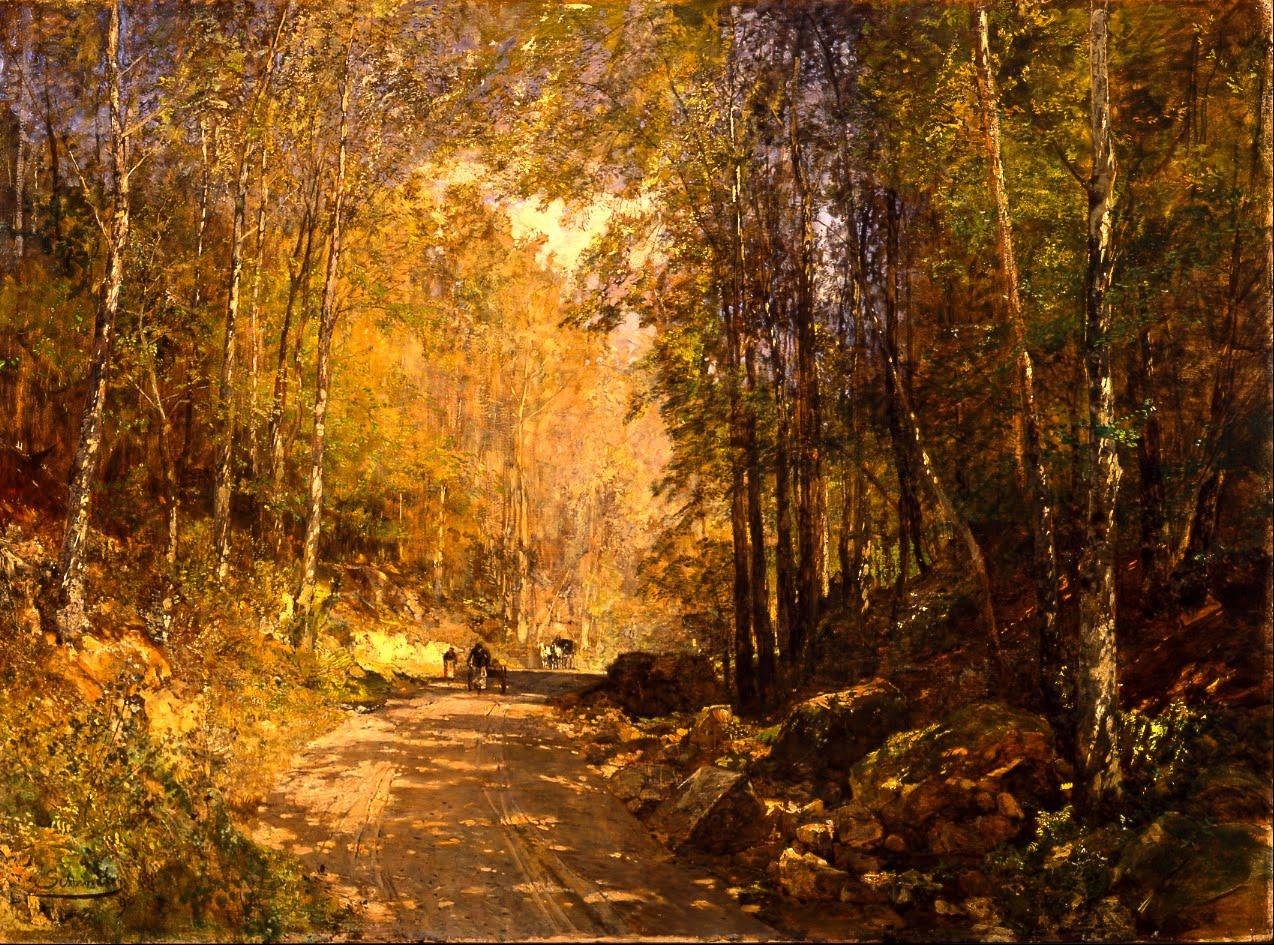